# Шрамок, Татьяна Ивановна
Татьяна Ивановна Шрамок (род. 3 июня 1982, СССР) — белорусская футболистка, полузащитница. Выступала за сборную Белоруссии.

## Клубная карьера
Футболом начала заниматься в Белоруссии. Сначала выступала за белорусские клубы «Надежда» и «Бобруйчанка». В 2003 году выступала в чемпионате Белоруссии по мини-футболу среди женских команд в составе команды «Бобруйчанка». В 2004 году пробовала себя в российской «Нике» и польском «Гурнике».
В 2007 году подписала контракт с калушским «Нефтехимиком», за который сыграл 17 матчей (забила 5 голов) в чемпионате Украины. В следующем году перешла в «Жилстрой-1». В харьковском клубе сыграла два сезона, за это время выигрывала чемпионат и кубок Украины. В 2010 году выступала в «Ильичевце» (5 матчей, 1 гол). В 2010 году вернулась а Беларусию, где подписала контракт с клубом «Минчанка-БГПУ». Дебютировала за столичный клуб 10 апреля 2010 в матче против «Зорки-БГУ» (0:6). Дебютными голами (2) за «Минск» отметилась 17 апреля 2010 в матче против «Молодечно» (8:0). В 2011 году усилила «Легенду» (к этому моменту Татьяна уже провела на Украине в чемпионате 41 матч и забила 16 голов и в кубке 10 матчей и 3 гола), вместе с черниговским клубом выиграла серебряные медали чемпионата и вышла в финал Кубка Украины, выступала в женской лиге чемпионов — после еврокубковый покинула клуб.
В 2012 году вернулась в «Минск». Дебютировала за столичный клуб 14 апреля 2012 в матче против витебского «Университета». Дебютным голом за столичную команду отличилась 18 апреля 2012 против «Бобруйчанки» (1:1). В команде сыграла три сезона, забила 64 гола в 66 матчах.
В 2015 году перешла в «Ниву-Белкард», за который дебютировала 19 апреля 2015 в матче против витебского «Университета» (1:0). Двумя дебютными голами в футболке горожан отличилась 2 мая 2015 в поединке против «Бобруйчанка» (6:2). За первую часть сезона сыграла в 10-и матчах и отметилась пятью голами. По ходу сезона перешла в «Зорку-БГУ». Дебютировала в новой команде 25 июля 2015 в поединке против витебского «Университета» (12:0) и на 84-й минуте отличилась дебютным голом. В составе «Зорки-БГУ» сыграла 21 матч в чемпионате, в которых отметилась десятью голами. По ходу сезона 2016 вернулась к «Бобруйчанку», за которую дебютировала 24 сентября 2016 в поединке против своей бывшей команды «Зорки-БГУ» (0:4). Этот матч оказался для неё единственным в футболке команды из Бобруйска и завершающий в карьере.

## Достижения
- Чемпионат Украины по футболу среди женщин
  - чемпион (2): 2007, 2008
  - серебряный призёр (2): 2009, 2011
- Кубок Украины по футболу среди женщин
  - обладатель (1): 2008
- Чемпионат Белоруссии по футболу среди женщин
  - чемпион (4): 2001, 2002, 2013, 2014
  - серебряный призёр (2): 2012, 2015
- Кубок Белоруссии по футболу среди женщин
  - обладатель (4): 2001, 2011, 2013, 2014
- Суперкубок Белоруссии по футболу среди женщин
  - Обладатель (2): 2005, 2014

## Командная статистика
| Выступление      | Выступление      | Выступление      | Лига | Лига | Кубок | Кубок | Суперкубок | Суперкубок | Еврокубки | Еврокубки | Итого | Итого |
| Клуб             | Лига             | Сезон            | Игры | Голы | Игры  | Голы  | Игры       | Голы       | Игры      | Голы      | Игры  | Голы  |
| ---------------- | ---------------- | ---------------- | ---- | ---- | ----- | ----- | ---------- | ---------- | --------- | --------- | ----- | ----- |
| Нефтехимик       | высшая           | 2007             | 14   | 5    | 0     | 0     | 0          | 0          | —         | —         | 14    | 5     |
| Нефтехимик       | Итого            | Итого            | 14   | 5    | 0     | 0     | 0          | 0          | —         | —         | 14    | 5     |
| Жилстрой-1       | высшая           | 2008             | 4    | 4    | 0     | 0     | 0          | 0          | —         | —         | 4     | 4     |
| Жилстрой-1       | высшая           | 2009             | 0    | 0    | 0     | 0     | 0          | 0          | —         | —         | 0     | 0     |
| Жилстрой-1       | Итого            | Итого            | 24   | 4    | 0     | 0     | 0          | 0          | —         | —         | 24    | 4     |
| Ильичёвкаen      | высшая           | 2010             | 5    | 1    | 0     | 0     | 0          | 0          | —         | —         | 5     | 1     |
| Ильичёвкаen      | Итого            | Итого            | 5    | 1    | 0     | 0     | 0          | 0          | —         | —         | 5     | 1     |
| Минск            | высшая           | 2010             | 18   | 8    | —     | —     | —          | —          | —         | —         | 18    | 8     |
| Минск            | высшая           | 2012             | 26   | 33   | 4     | 4     | 1          | 0          | —         | —         | 31    | 37    |
| Минск            | высшая           | 2013             | 20   | 17   | 3     | 2     | —          | —          | —         | —         | 23    | 19    |
| Минск            | высшая           | 2014             | 20   | 14   | 5     | 3     | 1          | 0          | 2         | 0         | 28    | 17    |
| Минск            | Итого            | Итого            | 84   | 72   | 12    | 9     | 2          | 0          | 2         | 0         | 100   | 81    |
| Легенда          | высшая           | 2011             | 9    | 6    | 4     | 3     | —          | —          | 3         | 1         | 16    | 10    |
| Легенда          | Итого            | Итого            | 10   | 5    | 4     | 3     | —          | —          | 3         | 1         | 17    | 9     |
| Нива-Белкард     | высшая           | 2015             | 10   | 5    | 2     | 1     | —          | —          | —         | —         | 12    | 6     |
| Нива-Белкард     | Итого            | Итого            | 10   | 5    | 2     | 1     | —          | —          | —         | —         | 12    | 6     |
| Зорка-БДУ        | высшая           | 2015             | 9    | 8    | 3     | 1     | —          | —          | —         | —         | 12    | 9     |
| Зорка-БДУ        | высшая           | 2016             | 12   | 2    | 1     | 1     | 1          | 0          | —         | —         | 14    | 3     |
| Зорка-БДУ        | Итого            | Итого            | 21   | 10   | 4     | 2     | 1          | 0          | —         | —         | 26    | 12    |
| Бобруйчанка      | высшая           | 2016             | 1    | 0    | —     | —     | —          | —          | —         | —         | 1     | 0     |
| Бобруйчанка      | Итого            | Итого            | 1    | 0    | —     | —     | —          | —          | —         | —         | 1     | 0     |
| Всего за карьеру | Всего за карьеру | Всего за карьеру | 116  | 87   | 22    | 15    | 3          | 0          | 5         | 1         | 146   | 103   |